# Никола Дагарадинов
Никола Михайлов Дагарадинов е български офицер, полковник от пехотата, участник в Сръбско-българска (1885), Балканската (1912 – 1913) и Междусъюзническата война (1913), командир на 2-ри пехотен македонски полк и началник на 19-о полково военно окръжие през Първата световна война (1915 – 1918).

## Биография
Никола Дагарадинов е роден на 12 февруари 1867 г. в Банско. През 1883 г. постъпва във Военното на Негово Княжеско Височество училище. През 1885 г. е произведен в чин войскови портупей-юнкер и като доброволец взема участие в Сръбско-българската война (1885) в редовете на 1-ви пехотен софийски полк. След края на войната през 1886 г. се връща във Военното училище, като достига до звание юнкер, дипломира се 64-ти по успех от 163 офицери, на 27 април 1887 г. е произведен в чин подпоручик и зачислен в 1-ви пехотен софийски полк.
На 18 май 1890 е произведен в чин поручик, 1895 в чин капитан. Като капитан служи във 2-ри пехотен искърски полк. През 1906 е произведен в чин майор и с този чин е полкови интендант на 2-ри пехотен искърски полк в Русе. На 21 февруари 1912 е произведен в чин подполковник. Служи в 33-ти пехотен свищовски полк. Взема участие в Балканската (1912 – 1913) и Междусъюзническата война (1913), след което излиза в запас.
По време на ПСВ (1915 – 1918) запасни подполковник Дагарадинов командва първоначално 2-ри пехотен македонски полк, след което служи като началник на 19-о полково военно окръжие. За последната служба, „за отличия и заслуги през войната“ съгласно заповед № 463 от 1921 г. по Министерството на войната е награден с Народен орден „За военна заслуга“ IV степен.

## Военни звания
- Подпоручик (27 април 1887)
- Поручик (18 май 1890)
- Капитан (1895)
- Майор (1906)
- Подполковник (21 февруари 1912)
- Полковник (20 януари 1920)

## Образование
- Военно на Негово Княжеско Височество училище (1883 – 1887)

## Награди
- Народен орден „За военна заслуга“ IV степен (1921)